# Arenal de Gómez
Arenal de Gómez es una localidad del estado mexicano de Guerrero. Es parte del municipio de Benito Juárez.

## Demografía
| Gráfica de evolución demográfica |
|                                  |

| Censo | Población |
| ----- | --------- |
| 1950  | 981       |
| 1960  | 953       |
| 1970  | 1 209     |
| 1980  | 1 104     |
| 1990  | 1 132     |
| 2000  | 1 119     |
| 2010  | 967       |
| 2020  | 1 055     |